# Pragmática de 22 de noviembre de 1559
La Pragmática de 22 de noviembre de 1559, fechada en Aranjuez y recogida más tarde en la Novísima Recopilación (VIII, 4, 1), fue una Pragmática de Felipe II de España, promulgada en su condición de rey de la Corona de Castilla. Prohibía a sus súbditos estudiar en las universidades extranjeras, exceptuando las de la Corona de Aragón, la portuguesa de Coímbra y un corto número de universidades italianas: la de Bolonia, la de Roma (Estados Pontificios), la de Catania y la de Nápoles (estas dos últimas pertenecientes a reinos de la Corona de Aragón).

Prohibición de pasar los naturales de estos Reinos a estudiar en Universidades fuera de ellos.
Porque somos informados que, como quiera que en estos nuestros Reinos hay insignes Universidades y Estudios y Colegios donde se enseñan y aprenden y estudian todas artes y facultades y ciencias, en las cuales hay personas muy doctas y suficientes en todas ciencias que leen y enseñan las dichas facultades, todavía muchos de los nuestros súbditos y naturales, frailes, clérigos y legos, salen y van a estudiar y aprender a otras Universidades fuera de estos Reinos, de que ha resultado que en las Universidades y Estudios de ellas no hay el concurso y frecuencia de estudiantes que habría, y que las dichas Universidades van de cada día en gran disminución y quiebra; y otrosí, los dichos nuestros súbditos que salen fuera de estos Reinos, allende el trabajo, costas y peligros, con la comunicación de los extranjeros y otras Naciones, se distraen y divierten, y viven en otros inconvenientes; y que ansimesmo la cantidad de dineros que por esta causa se sacan y se expenden fuera de estos Reinos es grande, de que al bien público de este Reino se sigue daño y perjuicio notable.

La repetida referencia a la extracción de dineros coincide con una de las cuestiones identificativas del mercantilismo o arbitrismo (la teoría económica de la época, muy desarrollada en España, en que se estaban empezando a notar las consecuencias de la revolución de los precios). En cuanto a la expresión se distraen y divierten, no hay que entenderla con el sentido que en la actualidad se da habitualmente a esos términos, sino que significa "se apartan del recto camino", en una referencia clara a la ortodoxia religiosa del catolicismo amenazada por la difusión de la Reforma protestante.
Esta pragmática es muy a menudo considerada como el punto final del humanismo español.
Inicialmente no era de aplicación en otros reinos de la Monarquía Hispánica, pero se extendió en 1568 a la Corona de Aragón. La naturaleza de esa extensión no está muy clara, y algunas fuentes señalan que la nueva ley (de 17 de julio de 1568) era para impedir que los naturales de Francia (inmersa en las guerras de religión) pudieran ejercer como docentes en el Principado de Cataluña. También existió una legislación, anterior, que impedía a los súbditos flamencos estudiar en la Universidad de París.
La valoración del alcance efectivo de tal normativa (generalmente sobrevalorado, pero de eficacia discutible, dada la facilidad de eludirla que demuestra la continuidad de la presencia de españoles en otras universidades), así como de sus motivaciones (que se han interpretado como un ataque a la Compañía de Jesús y a la Universidad de Lovaina (parte de los Países Bajos Españoles) más que como un ataque al protestantismo o al librepensamiento) es un asunto muy debatido.